# Kálvin tér (Budapešť)
Kálvin tér (Kalvínovo náměstí) je název pro náměstí v jižní části centra maďarské metropole Budapešti. Jedná se o rušnou dopravní křižovatku, kde se kříží několik hlavních ulic, např. Muzejní okružní třída, resp. Kiskörút, ulice Üllői út, Kecskemeti utca apod.
Původně se jmenovalo Kecskemetské náměstí (maďarsky Kecskemeti tér) podle hlavní třídy, která vedla z Pešti do stejnojmenného města. Název se později měnil, až se nakonec ustálil ten současný.
Pod náměstím se nachází přestupní stanice metra. Na povrchu je potom dopravní dostupnost zajištěna tramvajemi.
Poblíž náměstí stojí hlavní budova Maďarského národního muzea (maďarsky Magyar Nemzeti Múzeum) a z jižní strany potom kalvinistický reformovaný kostel.